# 赵惠令
赵惠令（1956年12月—），男，汉族，山东牟平人，中华人民共和国政治人物，曾任中央纪委国家监委驻财政部纪检监察组组长、财政部党组成员。中共第十九届中央纪委委员。